# Campioni italiani assoluti di atletica leggera - 100 metri ostacoli femminili
Questa pagina raccoglie un elenco di tutte le campionesse italiane dell'atletica leggera nei 100 metri ostacoli, introdotti nel programma dei campionati italiani assoluti di atletica leggera femminili a partire dal 1969 e ancora oggi presenti.

## Albo d'oro
| Anno | Atleta (società)                                      | Prestazione |
| ---- | ----------------------------------------------------- | ----------- |
| 1969 | Magalì Vettorazzo Snia Libertas Torino                | 14"2(m)     |
| 1970 | Antonella Battaglia Libertas San Saba Roma            | 14"3(m)     |
| 1971 | Antonella Battaglia Libertas San Saba Roma            | 13"9(m)     |
| 1972 | Ileana Ongar Zauli Roma                               | 14"1(m)     |
| 1973 | Ileana Ongar Zauli Lazio                              | 13"7(m)     |
| 1974 | Ileana Ongar Zauli Lazio                              | 13"89       |
| 1975 | Ileana Ongar Zauli Lazio                              | 13"5(m)     |
| 1976 | Ileana Ongar Zauli Lazio                              | 13"1(m)     |
| 1977 | Ileana Ongar Zauli Lazio                              | 13"6(m)     |
| 1978 | Ileana Ongar Zauli Lazio                              | 13"76       |
| 1979 | Patrizia Lombardo SNIA Milano                         | 13"63       |
| 1980 | Antonella Battaglia Fiat Sud Lazio                    | 14"01       |
| 1981 | Patrizia Lombardo SNIA Milano                         | 13"60       |
| 1982 | Laura Rosati Fiat Sud Lazio                           | 13"95       |
| 1983 | Simona Parmiggiani SNIA Milano                        | 13"58       |
| 1984 | Laura Rosati Fiat Sud Formia                          | 13"66       |
| 1985 | Patrizia Lombardo SNIA BPD Milano                     | 13"43       |
| 1986 | Mary Massarin Fiat Also Torino                        | 13"64       |
| 1987 | Carla Tuzzi Cises Frascati                            | 13"36       |
| 1988 | Carla Tuzzi Cises Frascati                            | 13"73       |
| 1989 | Carla Tuzzi Cises Frascati                            | 13"62       |
| 1990 | Carla Tuzzi Cises Frascati                            | 14"02       |
| 1991 | Daniela Morandini ACSI Verona                         | 13"75       |
| 1992 | Daniela Morandini ACSI Verona                         | 13"72       |
| 1993 | Carla Tuzzi Cises Frascati                            | 13"32       |
| 1994 | Carla Tuzzi Cises Frascati                            | 13"29       |
| 1995 | Carla Tuzzi Cises Frascati                            | 13"32       |
| 1996 | Carla Tuzzi Snam                                      | 13"35       |
| 1997 | Carla Tuzzi Snam                                      | 13"34       |
| 1998 | Anna Maria Di Terlizzi Ginnastica Comense 1872        | 13"69       |
| 1999 | Margaret Macchiut Sisport Fiat Torino                 | 13"21       |
| 2000 | Margaret Macchiut Sisport Fiat Torino                 | 13"37       |
| 2001 | Margaret Macchiut Sisport Fiat Torino                 | 13"17       |
| 2002 | Margaret Macchiut Sisport Fiat Torino                 | 13"40       |
| 2003 | Margaret Macchiut Fondiaria SAI Atletica              | 13"38       |
| 2004 | Margaret Macchiut Fondiaria SAI Atletica              | 13"49       |
| 2005 | Micol Cattaneo Centro Sportivo Carabinieri            | 13"49       |
| 2006 | Margaret Macchiut Fondiaria SAI Atletica              | 13"23       |
| 2007 | Micol Cattaneo Centro Sportivo Carabinieri            | 13"52       |
| 2008 | Micol Cattaneo Centro Sportivo Carabinieri            | 13"18       |
| 2009 | Micol Cattaneo Centro Sportivo Carabinieri            | 13"40       |
| 2010 | Marzia Caravelli CUS Cagliari                         | 13"33       |
| 2011 | Marzia Caravelli CUS Cagliari                         | 13"05       |
| 2012 | Marzia Caravelli CUS Cagliari                         | 13"15       |
| 2013 | Marzia Caravelli CUS Cagliari                         | 13"01       |
| 2014 | Marzia Caravelli Centro Sportivo Aeronautica Militare | 13"07       |
| 2015 | Giulia Tessaro Gruppo Sportivo Fiamme Oro             | 13"14       |
| 2016 | Giulia Pennella Centro Sportivo Esercito              | 13"52       |
| 2017 | Micol Cattaneo Centro Sportivo Carabinieri            | 13"20       |
| 2018 | Luminosa Bogliolo CUS Genova                          | 13"21       |
| 2019 | Luminosa Bogliolo Gruppo Sportivo Fiamme Oro          | 12"85       |
| 2020 | Luminosa Bogliolo Gruppo Sportivo Fiamme Oro          | 13"02       |
| 2021 | Luminosa Bogliolo Gruppo Sportivo Fiamme Oro          | 12"90       |
| 2022 | Elisa Di Lazzaro Centro Sportivo Carabinieri          | 13"01       |
| 2023 | Giada Carmassi Atletica Brugnera Friulintagli         | 13"14       |
| 2024 | Giada Carmassi Atletica Brugnera Friuli tagli         | 12"87       |
| 2025 | Elena Carraro Gruppo Sportivo Fiamme Gialle           | 12"87       |